# Філіппо Буонарроті
Філіппо Джузеппе Марія Лудовіко Буонарроті, якого частіше називають французькою версією Філіппе Буонарроті (італ. Filippo Giuseppe Maria Ludovico Buonarroti; фр. Philippe Buonarroti; 11 листопада 1761, Піза, Італія — 16 вересня 1837, Париж, Франція) — італійський соціаліст-утопіст, письменник, агітатор, масон і змовник; він діяв на Корсиці, у Франції та в Женеві. Його «Історія „Змови рівних“ Бабефа» (1828) стала квінтесенцією для революціонерів, надихаючи таких соціалістів, як Бланкі та Маркс. Він запропонував мутуалістичну стратегію, яка мала б революціонізувати суспільство поетапно, починаючи від монархії до лібералізму, потім до радикалізму і, нарешті, до комунізму.

## Біографія

### Ранній активізм
Філіппо Буонарроті народився 11 листопада 1761 року в Пізі, у Великому герцогстві Тосканському, в родині місцевого дворянства. Його батько — Леонардо (італ. Leonardo), матір — Джулія Біццарріні (італ. Giulia Bizzarrini). Буонарроті вивчав юриспруденцію в Пізанському університеті, де заснував газету «Gazetta Universale» (укр. Універсальний вісник; 1787), яку влада великого князя П'єтро-Леопольда вважала підривною.
Вважається, що він приєднався до масонської ложі десь у 1786 році.
Перебуваючи під постійним наглядом влади, він підтримав Французьку революцію, коли вона спалахнула. Він їздив на Корсику, щоб поширювати революційне повідомлення за допомогою «Giornale Patriottico di Corsica» (укр. Патріотична газета Корсики), першої італомовної газети, яка відкрито підтримувала Французьку революцію. На Корсиці Буонарроті приєднався до клубу якобінців і став другом Бонапартів.

### Конвент
Буонарроті вигнали з острова в червні 1791 року, тож він повернувся до рідної Тоскани, після чого його заарештували й ув'язнили.
1793 року він поїхав до Парижу і став членом Товариства Пантеону. Максиміліан Робесп'єр доручив йому організувати італійських революціонерів-емігрантів, чим він займався з бази в Ніцці. Після засудження Паскуале Паолі перед Національним конвентом його нагородили за революційну діяльність спеціальним указом про надання французького громадянства в травні 1793 року.
У квітні 1794 року його призначили національним комісаром в містечко Онелья, порту міста Імперія, яке служило притулком для багатьох профранцузьких італійців під час нападу Франції на Північну Італію.

### Змова Бабефа і подальше життя
Його відкликали до Парижу в 1795 році після термідоріанської реакції, після чого його друзів скинули з посад, а його ув'язнили у Плессіс. Там він познайомився з Гракхом Бабефом і став одним із його найпалкіших прихильників і співзмовників під час їхнього спільного ув'язнення з березня по жовтень.
Буонаротті повторно заарештувала французька Директорією 8 травня 1796 року разом з Бабефом та іншими змовниками. Бабефа засудили до гільйотини, а Буонаротті офіційно ув'язнили у лютому 1797 року та утримували на острові Олерон. Наполеон Бонапарт дозволив йому вийти на свободу, ставши першим консулом у 1799 році.
Він виїхав до Женеви під час Першої Французької імперії, а під час реставрації Бурбонів — до Брюсселя. У 1808 році Буонарроті сформував масонську ложу «Les Sublimes Maîtres Parfaits» (укр. Високі досконалі майстри), до якої допускалися лише діючі масони. У цій ложі він сформував внутрішнє коло, яке використовував для реалізації своїх політичних мрій і прагнень. Він повернувся до Парижу після Липневої революції 1830 року.
Він раптово помер у Парижі 16 вересня 1837 року.

## Вплив

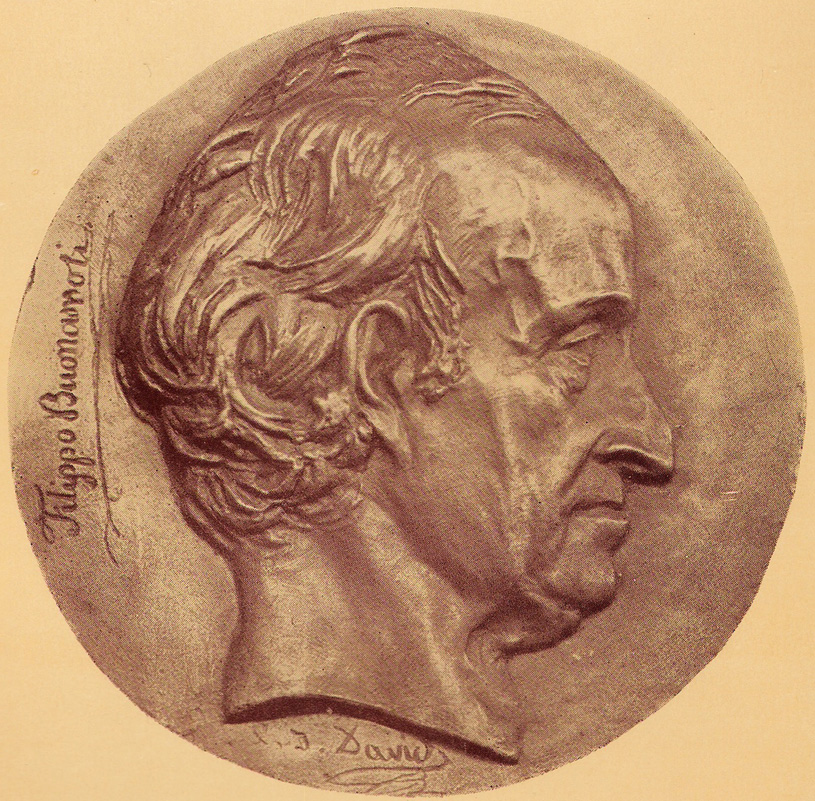
Пам'ятна медаль Буонарроті. Давид д'Анже

Революційні принципи Буонарроті стали важливими протягом 1830-х і на початку 1840-х років; Огюст Бланкі навчився багатьох своїх повстанських навичок і тактик від Буонарроті, і працю «Conspiration pour l'Egalité dite de Babeuf, suivie du procès auquel elle donna lieu» (укр. „Змова за рівність“, відома як Бабеф, з подальшим судовим процесом, який вона викликала) можна розглядати як важливий текст у цьому відношенні.
Пізніше революціонери 1848 року у Франції та в інших країнах надали великого значення цій праці як наріжному каменю.
Михайло Бакунін, російський політичний діяч, вихваляв Буонарроті як «найбільшого змовника свого часу» і сам перебував під сильним впливом революційної практики Буонарроті. Дослідник Бакуніна, Артур Ленінґ писав про Буонарроті так: «Він[Буонарроті] також створив у міжнародному масштабі, хоча й протягом значно довшого періоду, розгорнуту підпільну мережу за зразком масонства, іноді використовуючи масонські інституції, щоб працювати на підтримку свого егалітарного кредо 1796 року, за соціальну революцію та за республіканізацію Європи. Протягом сорока років принципи залишалися незмінними: керівництво було таємним; існування вищих ступенів було невідомо нижчим; багатогранна за характером, ця мережа скористалася перевагами інших спільнот». Деякі стверджують, що ці принципи чітко проявляються і в працях Бакуніна.

## Праці
- La Riforma dell'Alcorano (1786)
- Conspiration des égaux (1828)
- Histoire de la Conspiration pour l'Égalité dite de Babeuf (1828)
- Riflessi sul governo federativo applicato all'Italia (1831)
- Del governo d'un popolo in rivolta per conseguire la libertà (1833)
- Observations sur Maximilien Robespierre (1836)

## Сім'я
Філіппо Буонарроті одружився із Елізабеттою де' Конті (італ. Elisabetta de' Conti). У них було троє дітей: Фаустіна (італ. Faustina), яка одружилася із Доменіко Стурліні (італ. Domenico Sturlini), Леонардо Козімо (італ. Leonardo Cosimo) та Антонія (італ. Antonia). Комендатор Козімо одружився із Розіною Вендрамін (італ. Rosina Vendramin), у них не було дітей. По смерті 1858 року, Козімо заповів родинний будинок Каза Буонарроті місту Флоренція , на ньому закінчилася чоловіча старша лінія роду Буонарроті, хоча молодша лінія існувала.

## Виноски
1. 1 2 3  Bibliothèque nationale de France BNF: платформа відкритих даних — 2011.
2. 1 2 3 4 5  Saitta A. Dizionario Biografico degli Italiani — 1972. — Vol. 15.
3. ↑  Bibliothèque nationale de France BNF: платформа відкритих даних — 2011.
4. ↑  Elizabeth L. Einsenstein, The First Professional Revolutionist: Filippo Michele Buonarroti (1761—1837) (Cambridge, MA: Harvard University Press, 1959)
5. ↑  Phillips, Walter Alison (1911). Babeuf, François Noel . У Chisholm, Hugh (ред.). // Encyclopædia Britannica (англ.). Т. 3 (вид. 11-те). Cambridge University Press. с. 93—94.
6. ↑  Avrich, Bakunin and Nechaev, 22.
7. ↑  Villari, Luigi (1911). Confalonieri, Federico, Count . У Chisholm, Hugh (ред.). // Encyclopædia Britannica (англ.). Т. 6 (вид. 11-те). Cambridge University Press. с. 898.
8. ↑  Arthur Lehning, «Bakunin's Conceptions of Revolutionary Organisations and Their Role: A Study of His ‘Secret Societies’,» in Essays in Honour of E.H. Carr, ed. C. Abramsky (London: The Macmillan Press, 1974), 58.
9. ↑  Symonds, vol.1, 1925, с. viii.
10. ↑  Symonds, vol.2, 1925, с. Table B.